# August Lönnberg

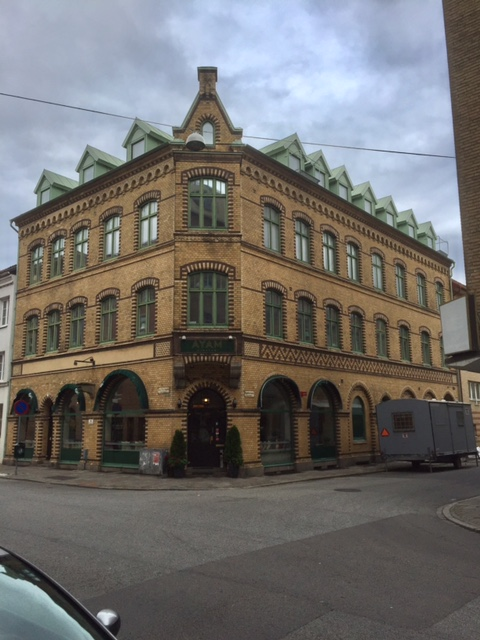
Huset på hörnet av Östra Förstadsgatan 18/Byggmästaregatan 1, kv Kasper 10, Malmö. Ritat av August Lönnberg år 1900, byggt 1901.

Nils August Lönnberg, född 17 december 1856 i Malmö Caroli församling, död 25 juli 1930 i Malmö Caroli församling, var en svensk arkitekt. En av hans söner var arkitekten Ivar Lönnberg. 
August Lönnberg arbetade som ritare till cirka 1890, därefter som arkitekt. Efter avslutade tekniska studier praktiserade han hos olika byggmästare, bland annat hos Christian Mortensen och före detta stadsarkitekten Salomon Sörensen. Sedermera startade han egen arkitektfirma vilken han innehade till sin bortgång.
Lönnberg innehade olika förtroendeposter, bland annat i Industriföreningen, Hantverkarnas i Malmö likbärarlag samt i Malmö Nya Arbetarförening.. Han har till exempel ritat Sveriges första Folkets hus vid Norra Skolgatan i Malmö (1893), fastigheten på Södra Förstadsgatan 27 i Malmö (1892), fastigheten på hörnet Östra Förstadsgatan 18/Byggmästaregatan 1 i Malmö (1900) och entrén till Folkets Park i Malmö år 1909. En av hans sista byggnader var Wangels kemtvätt på Östra Farmvägen i Malmö år 1928. Andra fastigheter August Lönnberg ritade låg i kvarteren Maria och Olga i Rörsjöstaden, och i kvarteren Uno, Tor, Svante och Rolf i Östra Förstaden. Av dessa finns få numera kvar, men ett exempel är fastigheten i kvarteret Svante 28 från 1897. Dessa fastigheter representerar det som förefaller ha varit Lönnbergs specialitet: enklare hyreshus, med mestadels smålägenheter och fasader i enkel nyrenässans.

## Galleri

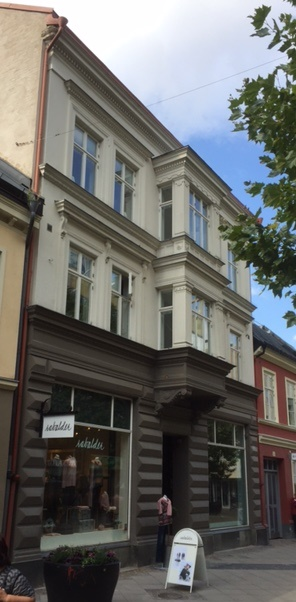
Huset på Södra Förstadsgatan 27, kv Björnen 38. Ritat av August Lönnberg år 1892.
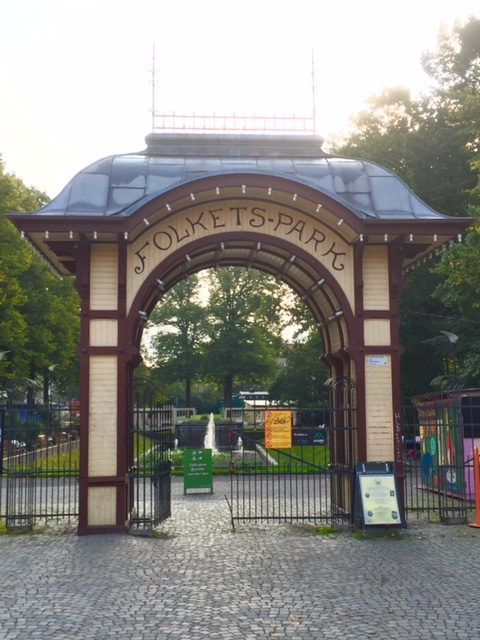
Gamla entrén till Folkets Park i Malmö. Ritad av August Lönnberg 1908/1909.
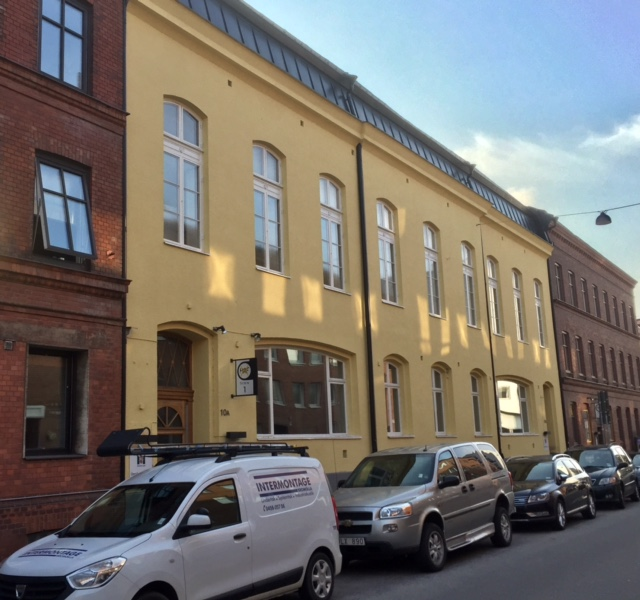
Gamla Folkets Hus i Malmö vid Norra Skolgatan. Fasaden numera mycket förvanskad. Ursprungligen ritad av August Lönnberg 1893.
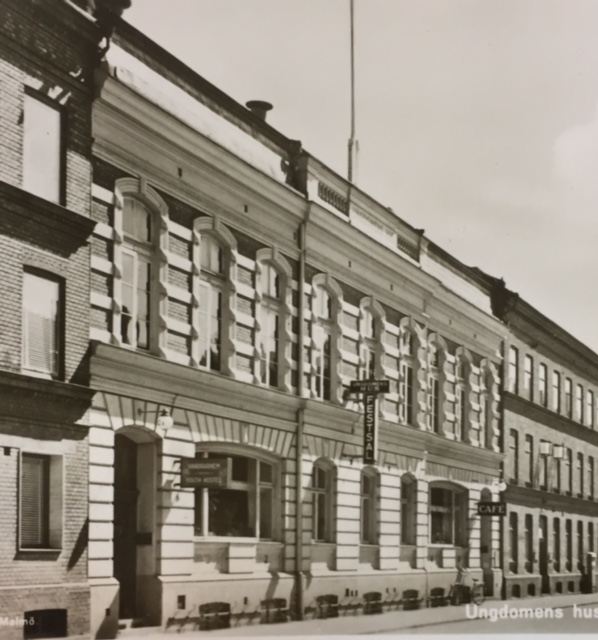
Gamla Folkets Hus i Malmö, innan fasaden förvanskades. Ritad av August Lönnberg 1893.